# 아시아 투데이 (2008년 프로그램)
《아시아 투데이》(Asia Today)는 2008년 4월 3일부터 2008년 11월 13일까지 KBS 1TV에서 방송된 텔레비전 프로그램이다. 아시아 주요 국가들의 화제와 문화를 다루었다.

## 방송 회차

### 2008년
| 회차 | 방송일    | 부제                                              |
| ---- | --------- | ------------------------------------------------- |
| 1    | 4월 3일   | 신장 카슈가르 위구르 인의 꿈                      |
| 1    | 4월 3일   | 티베트 사태 20일째 다람살라의 오늘                |
| 2    | 4월 10일  | 아시아 1위 MBA 스쿨 상하이 CEIBS                  |
| 2    | 4월 10일  | 필리핀은 지금 쌀 전쟁 중                          |
| 3    | 4월 17일  | 세계를 사로잡는 일본 미각의 힘                    |
| 3    | 4월 17일  | 오일머니 흡수하는 아시아 신 메디컬 허브 방콕      |
| 4    | 4월 24일  | 세계의 신발 왕국 기로에 서다                      |
| 4    | 4월 24일  | 30대 오사카 지사의 눈물                           |
| 5    | 5월 1일   | 세계의 슈퍼마켓 이우 아랍을 만나다                |
| 5    | 5월 1일   | 인도네시아의 금지된 언어 중국어의 부활            |
| 6    | 5월 8일   | 인도 IT 카스트를 흔들다                           |
| 6    | 5월 8일   | 굿모닝 베이징                                     |
| 7    | 5월 15일  | 긴급 현지 보고 쓰촨성 대지진                      |
| 8    | 5월 22일  | 미얀마 사이클론 제2의 재앙 위기                   |
| 8    | 5월 22일  | 랴오 사장 부부의 신 실버 혁명                     |
| 9    | 5월 29일  | 도쿄 거리 패션 세계를 유혹하다                    |
| 9    | 5월 29일  | 비나선 택시 베트남을 질주하다                     |
| 10   | 6월 5일   | 중국 발 안마 1위 기업 충칭 푸차오                 |
| 10   | 6월 5일   | 변화하는 불교왕국 라오스 루앙프라방               |
| 11   | 6월 12일  | 인도네시아 고유가 충격                            |
| 11   | 6월 12일  | 세계가 주목하는 태국 광고                         |
| 12   | 6월 19일  | 베트남 특별경제구역 중꿧                          |
| 12   | 6월 19일  | 아마추어의 반란 게릴라 시민운동가 마쓰모토 하지메 |
| 13   | 7월 3일   | 태국 시민 불복종 운동에 나서다                    |
| 13   | 7월 3일   | 베이징 후통 사람들                                |
| 14   | 7월 10일  | 기름값 폭등 말레이시아 인의 분노                  |
| 14   | 7월 10일  | 중국 - 대만 59년 만에 열린 하늘길                 |
| 15   | 7월 24일  | AWC의 고독한 투쟁                                 |
| 15   | 7월 24일  | 인도 볼리우드 세계정복을 꿈꾸다                   |
| 16   | 7월 31일  | 싼샤 댐 200만 수몰주민들                          |
| 16   | 7월 31일  | 세계인의 샹그리라 인도 라다크                     |
| 17   | 8월 7일   | 베이징올림픽 기획 - 13억 중국인의 꿈              |
| 18   | 8월 28일  | 세계인이 본 베이징 올림픽                         |
| 18   | 8월 28일  | 원조개발의 그늘 필리핀 사우스빌                   |
| 19   | 9월 4일   | 프리 티벳 네팔 티베트 난민의 외침                 |
| 19   | 9월 4일   | 키르기스스탄의 흔들리는 국경선                    |
| 20   | 9월 11일  | 혼돈 속의 태국 현장을 가다                        |
| 20   | 9월 11일  | 목숨을 건 인도 입시 전쟁                          |
| 21   | 9월 18일  | 키르키스스탄에 부는 신중화                        |
| 21   | 9월 18일  | 네팔 공화정 100일 왕궁 밖으로 나온 사람들         |
| 22   | 9월 25일  | 앙코르 왕국의 후예들                              |
| 23   | 10월 2일  | 필리핀 황금 참치어장의 위기                       |
| 23   | 10월 2일  | 태국 음식 세계로 나서다                           |
| 24   | 10월 9일  | 우즈베키스탄 한국어 열풍                          |
| 24   | 10월 9일  | 중국 - 베트남 국경 동싱                           |
| 25   | 10월 16일 | 캄보디아 캄폿주 물 긷는 아이들                    |
| 25   | 10월 16일 | 레스토랑을 운영하며 배운다 일본 오우카 고등학교   |
| 26   | 10월 30일 | 베트남 고엽제 소녀 카오의 꿈                      |
| 26   | 10월 30일 | 울란바토르로 몰려드는 몽골 농촌 청년들            |
| 27   | 11월 13일 | 새로운 질주 다시 보는 아시아                      |